# Фердульф (герцог Фріульський)
Фердульф, герцог Фріульський (705), походив з Лігурії. Брат герцога Родоальда.
Павло Диякон звинувачував його у шахрайстві, за допомогою якого він отримав престол. Фердульф хотів славу переможця над слов'янами. Тому він заплатив деяким слов'янам, щоб вони інсценували напад на його землі та дали йому можливість прогнати їх. Проте, інші слов'яни захопили пасовища та привласнили домашню худобу як трофей. Місцевий правитель Аргайт відігнав їх. Через деякий час прибуло військо слов'ян, яким заплатив Фердульф, і зайняло позицію на пагорбі. Фердульф був змушений насправді битись з неприятелем разом з Аргайтом. Лангобардська кавалерія була переможена, кожен десятий із знатних фріульців був убитий. Аргайт і Фердульф загинули.